# 諏訪信用金庫
諏訪信用金庫（すわしんようきんこ、英語：Suwa Shinkin Bank）は、長野県岡谷市に本店を置く信用金庫である。

## 沿革
- 1937年3月 - 産業組合法に基づき、保証責任岡谷信用組合として設立する。
- 1943年7月 - 市街地信用組合法に基づく信用組合に改組する。
- 1951年12月 - 下諏訪信用組合、諏訪市信用組合と合併し、諏訪信用組合に改称する。
- 1952年1月 - 信用金庫法に基づき、諏訪信用金庫となる。
- 2019年4月22日 - この日から磁気の影響を受けにくい新しい通帳（Hi-Co通帳）を取扱開始した(Hi-Co通帳に対応していない信用金庫ATMではHi-Co通帳は使えない。)[1]。

## 店舗
本店のある長野県岡谷市のほか、諏訪市、茅野市などに計22店舗を持つ。

## ATM
諏訪信金のATMコーナーでは、他の信用金庫のキャッシュカードでも、「しんきんATMゼロネットサービス」により、平日8時45分から18時の入出金及び土曜9時から14時の出金に限り手数料は無料となる。
また、八十二銀行（ぐるっと信州ネット）のキャッシュカードでも、平日8時45分から18時の出金に限り手数料は無料となる（その逆も同様。ただし、八十二銀行が参加しているコンビニATM：ローソンATMでは対象外）。
セブン銀行ATM、イオン銀行ATMとも提携している（要手数料）。